# Sárga gümőgomba
A sárga gümőgomba (Dacrymyces stillatus) a gümőgombafélék családjába tartozó, kozmopolita elterjedésű, lombos fák és fenyők elhalt törzsén, ágain élő, nem ehető gombafaj. 

## Megjelenése
A sárga gümőgomba termőteste 2–8 mm átmérőjű kis kerek korong vagy lapos párnácska, felszíne néha agyvelőszerűen tekervényes lehet; a szomszédos termőtestek összeolvadhatnak. Felszíne sima, fényes, tapadós. Színe sárga, sárgás-narancsos vagy narancssárga. Idősen barnássá és kissé áttetszővé válik. Kiszáradva rozsdabarna réteget képet a felszínen, nedvességhez jutva visszanyeri korábbi alakját.  
Húsa kocsonyás, sárgás-narancsos színű. Szaga és íze nem jellegzetes. 
Spórapora narancsszínű. Spórája megnyúlt ellipszis vagy kolbász alakú, sima, vastag falú, sok olajcseppel, 1-3 vastag harántfal osztja részekre, mérete 12–15 x 6–8 µm.

### Hasonló fajok
A narancssárga gümőgomba és az aranyos rezgőgomba fiatal példányai vagy a citromsárga csészegombácska hasonlíthat rá. 

## Elterjedése és termőhelye
Az egész világon elterjedt, kozmopolita faj. Magyarországon gyakori.
Fenyők vagy lombos fák (főleg tölgy) elhalt, korhadó törzsén, ágain él, sokszor tömegesen. A termőtestek tavasztól késő őszig láthatók, enyhe, csapadékos időjárás esetén télen is. 

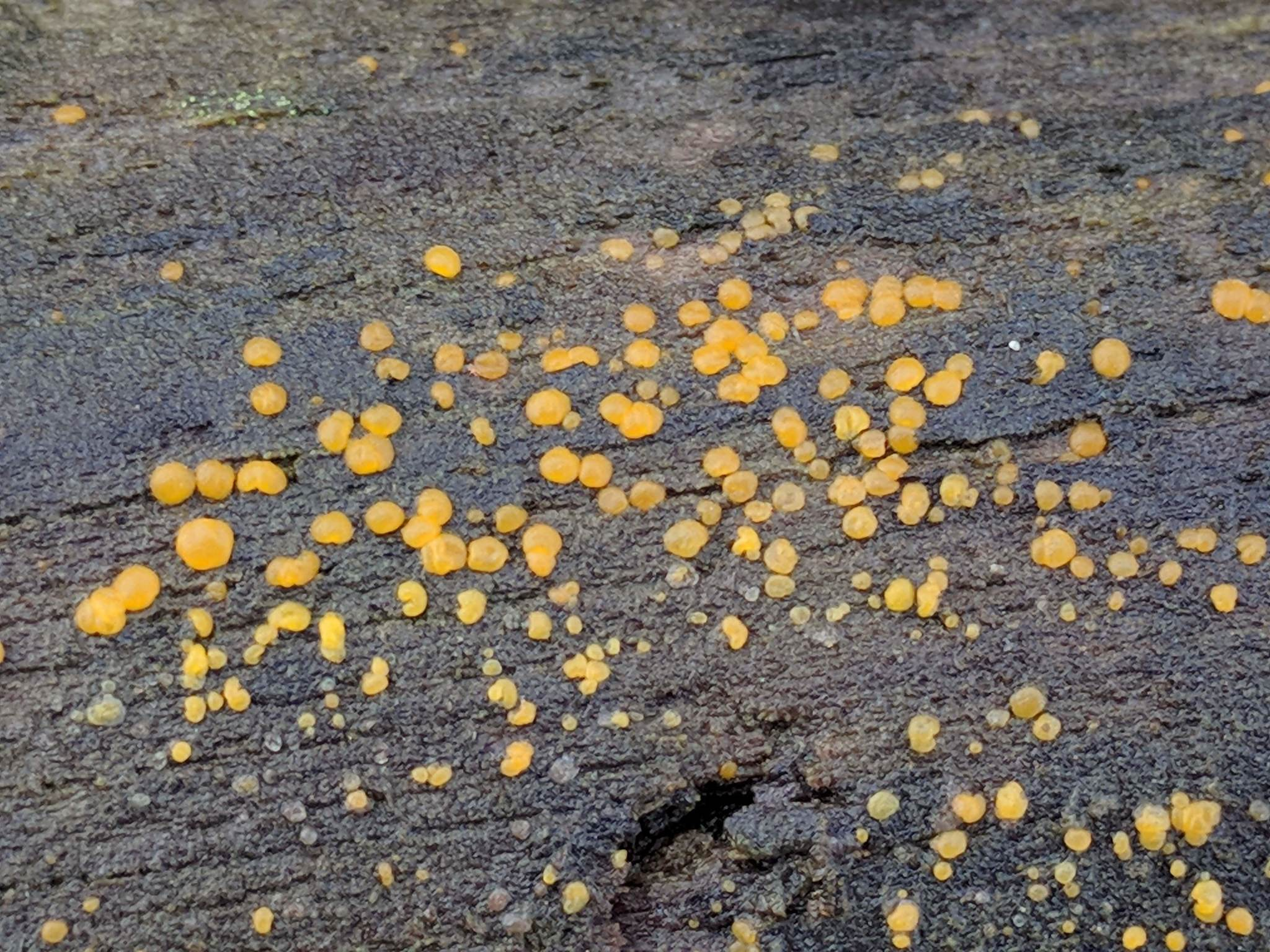
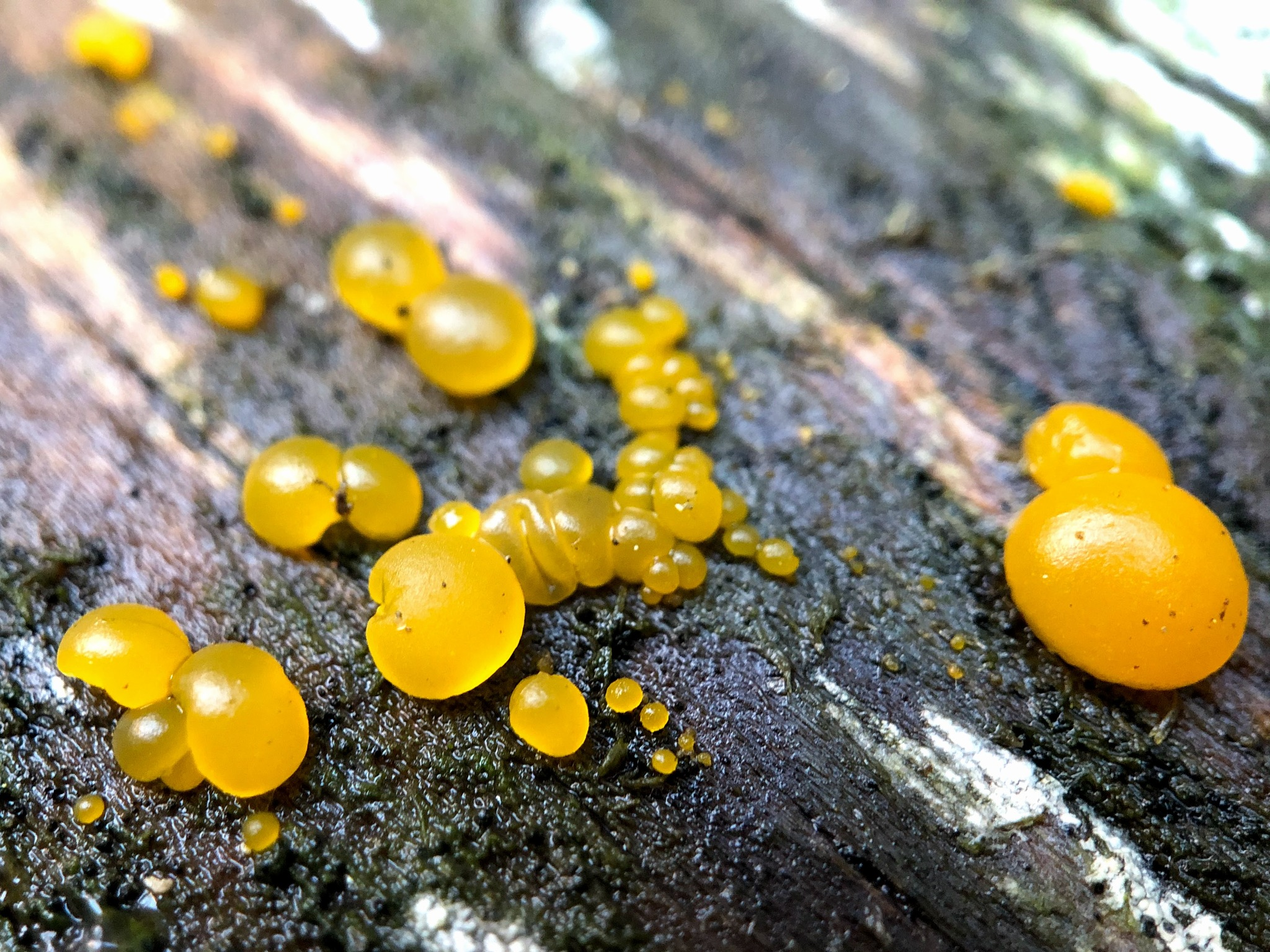
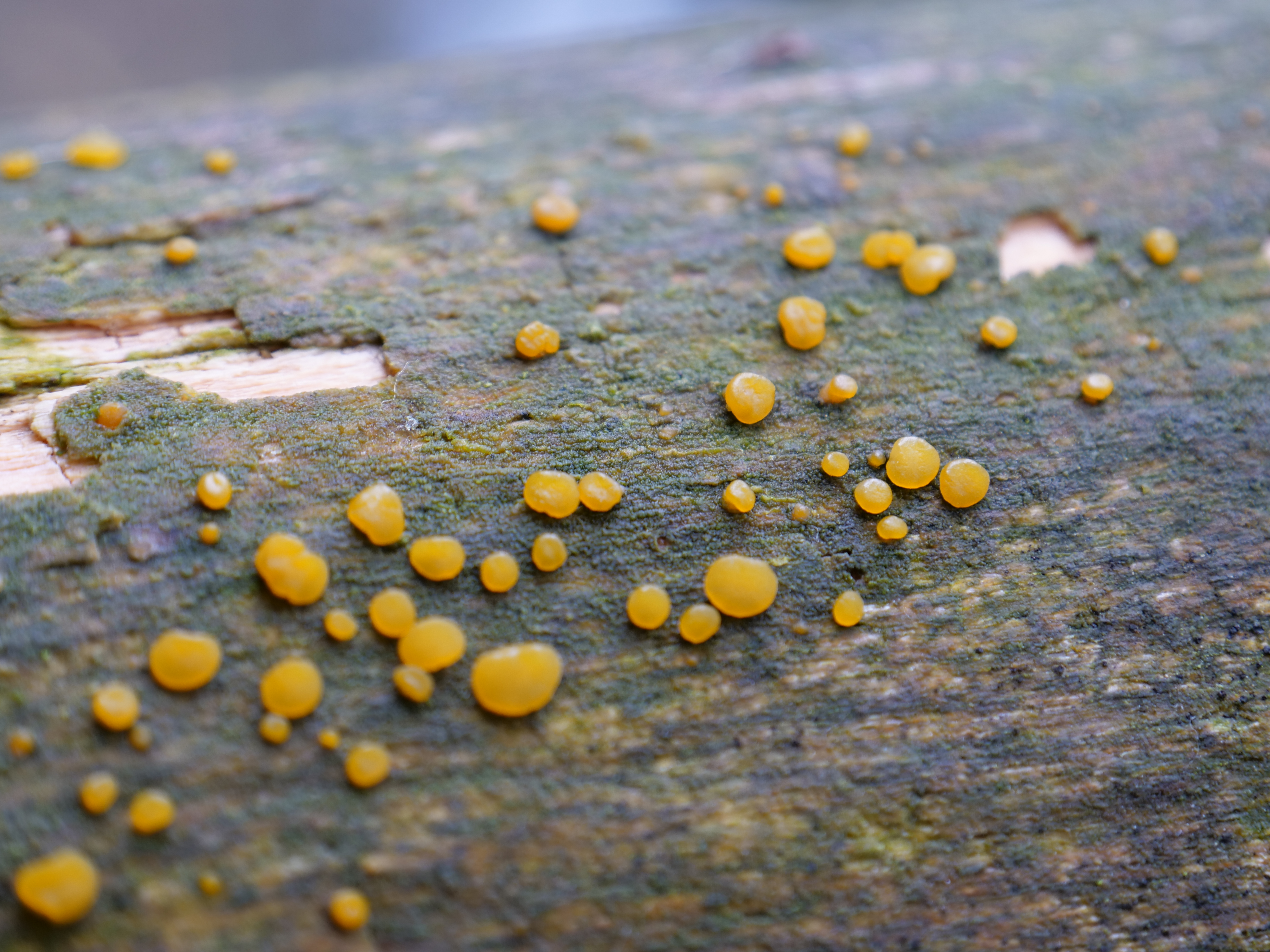
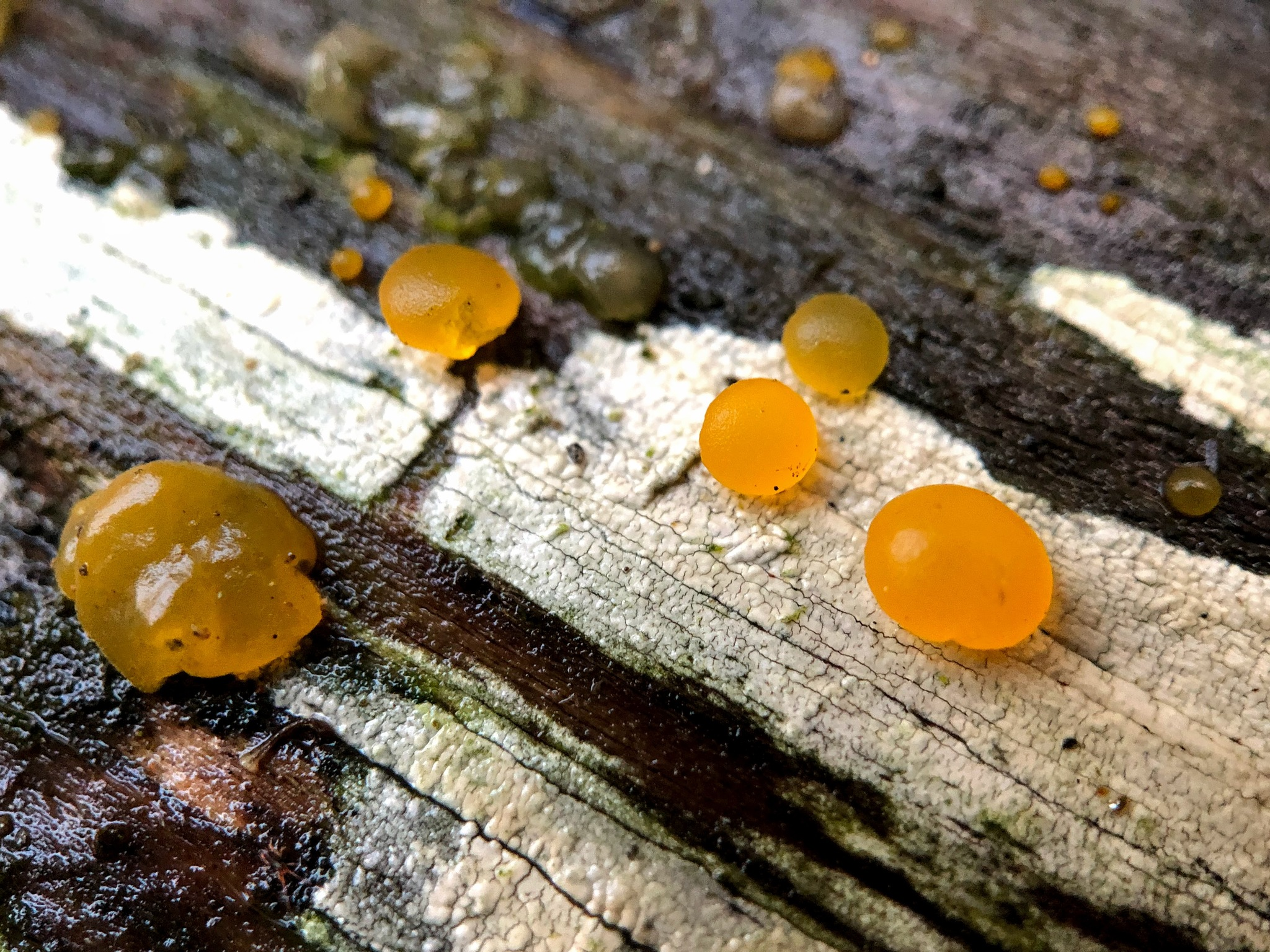
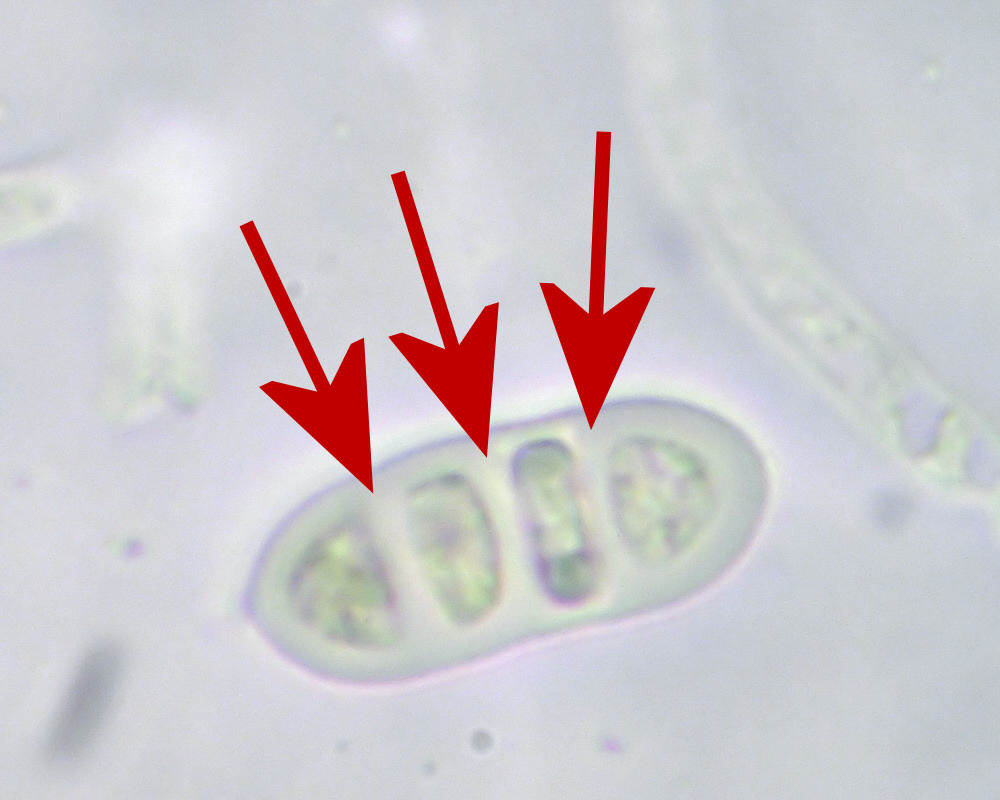

Nem ehető.    